# Hypsirhynchus funereus
Hypsirhynchus funereus — вид змій родини полозових (Colubridae). Ендемік Ямайки.

## Поширення і екологія
Hypsirhynchus funereus мешкають на заході і півночі острова Ямайка. Вони живуть на відкритих луках і узліссях бананових гаїв, зустрічаються на висоті до 600 м над рівнем моря. Живляться ящірками і амфібіями, відкладають яйця.